# Xylocopa signata
Xylocopa signata är en biart som beskrevs av Morawitz 1875. Xylocopa signata ingår i släktet snickarbin, och familjen långtungebin. Inga underarter finns listade i Catalogue of Life.